# L'Emprise du destin
Pour plus de détails, voir Fiche technique et Distribution.
L'Emprise du destin (Los ojos dejan huellas) est un film espagnol réalisé par José Luis Sáenz de Heredia et sorti en 1952.

## Synopsis
Martin, un ancien avocat radié du barreau et reconverti en vendeur de parfums travaille avec Roberto, un camarade de classe brillant et intelligent. Il tombe amoureux de la femme de son associé. Une nuit, Roberto demande de l'aide à Martin, car il pense avoir tué l'amant de sa femme.

## Fiche technique
- Titre du film : L'Emprise du destin
- Titre original : Los ojos dejan huellas
- Réalisation : José Luis Sáenz de Heredia
- Scénario et dialogues : Carlos Blanco
- Décors : Pedro Rodriguez
- Photographie : Manuel Berenguer
- Son : Jaime Torrens
- Montage : Julio Pena
- Musique : Manuel Parada
- Pays d'origine :  Espagne
- Langue : espagnol
- Format : Noir et blanc - 1,37 - monophonique
- Durée : 100 minutes
- Sortie : 1952

## Distribution
- Raf Vallone : Martin Jordan
- Julio Pena : Roberto Ayala
- Elena Varzi : Berta
- Emma Penella : Lola
- Félix Dafauce : Commissaire Ozalla